# Megachile kobensis
Megachile kobensis är en biart som beskrevs av Cockerell 1918. Megachile kobensis ingår i släktet tapetserarbin, och familjen buksamlarbin. Inga underarter finns listade i Catalogue of Life.